# Дербики
Дербики (др.-греч. Δερβίκαι, лат. Derbices) — одно из пяти племён массагетской племенной конфедерации, расположенное в Гиркании или вокруг нее, которая представляет собой область на северных границах Иранского нагорья в Табаристанской области. Они также назывались «острошапочными скифами». Правителем у них был царь по имени Аморей (Ἀμοραῖος).

## Обычаи
Массагеты и дербики считают самыми несчастными тех, которые умирают от болезней, и режут и поедают родителей. По Георгу Веберу дербики, дикари, которые, по известию Страбона, имели своим божеством землю, убивали и съедали стариков, достигших 70 лет, а старух вешали и потом хоронили.

## История
Большая часть того, что история может рассказать об этом племени, взята из писаний Ктесия. Дербики под предводительством своего лидера Аморея возглавили восстание против Кира Великого, в результате чего царь был смертельно ранен. Однако в конце концов они терпят поражение от Кира и включаются в состав Персидской империи. Рассказ о дербиках в основном является работой Ктесия и предлагает одну из правдоподобных версий убийства Кира Великого. Другие правдоподобные версии включают версию Геродота, которая вращается вокруг племени массагетов, и различные другие версии, в том числе версию Ксенофонта, в которой говорится, что Кир Великий действительно мирно умер в своем дворце. Они также мимоходом упоминаются Страбоном и Дионисием.